# Rhode Island megyéinek listája

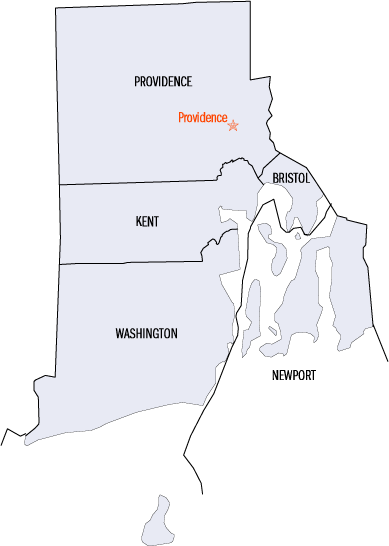
Rhode Island megyéinek térképe

Az amerikai Rhode Island államban összesen öt megye található. Ennél kevesebb megye csak Delaware államban található.

## A megyék listája
| Név              | Főváros         | Alapítása | Névadó             | Terület (km²) | Népesség | Kép | Helyjelölő térkép |
| ---------------- | --------------- | --------- | ------------------ | ------------- | -------- | --- | ----------------- |
| Bristol megye    | Bristol         | 1747      | Bristol            | 116           | 50793    |     |                   |
| Kent megye       | East Greenwich  | 1750      | Kent               | 487           | 170363   |     |                   |
| Newport megye    | Newport         | 1703      | Newport            | 813           | 85643    |     |                   |
| Providence megye | Providence      | 1703      | isteni gondviselés | 1129          | 660741   |     |                   |
| Washington megye | South Kingstown | 1729      | George Washington  | 1458          | 129839   |     |                   |